# L'Italien ou le Confessionnal des pénitents noirs
Pour les articles homonymes, voir L'Italien.
L'Italien ou le Confessionnal des pénitents noirs (The Italian, or the Confessional of the Black Penitents) est un roman gothique de l'écrivain britannique Ann Radcliffe publié en 1797 et traduit en français la même année. Les événements décrits se déroulent en 1764, trente-trois ans avant la sortie du livre. C'est la dernière œuvre publiée du vivant de l'auteur. 

## Début de l'histoire
L'histoire se passe au XVIIIe siècle en Italie où un jeune noble de Naples, Vincentino di Vivaldi, rencontre une belle demoiselle Ellena Rosalba, tombe amoureux d'elle et veut l'épouser. La mère du jeune homme, la Marquise, qui s'y oppose, demande au mystérieux moine Schedoni d'enlever Ellena. Ellena est enfermée dans un couvent... alors que Vincentino après avoir poursuivi en vain le mystérieux moine est enfermé...

## Thèmes
L'atmosphère de L'Italien est sombre et mystérieuse et inclut des thèmes comme l'amour, la dévotion et les persécutions de la Sainte Inquisition. On y retrouve par ailleurs des problématiques importantes à l'époque de la Révolution française comme la religion, l'aristocratie et la nation. Le célèbre usage de l'image du voile par Radcliffe atteint ici des sommets, la dissimulation et le travestissement étant également des thèmes majeurs du livre.
Tout comme le voulaient le XVIIIe siècle et son attrait pour le sublime et la pastorale, les personnages de Radcliffe subissent des tourments dont les éléments se font l'écho.

## Galerie

Gravures de François-Marie-Isidore Queverdo et Antoine-Claude-François Villerey insérées dans la première traduction française de l'oeuvre, parue en 1797.
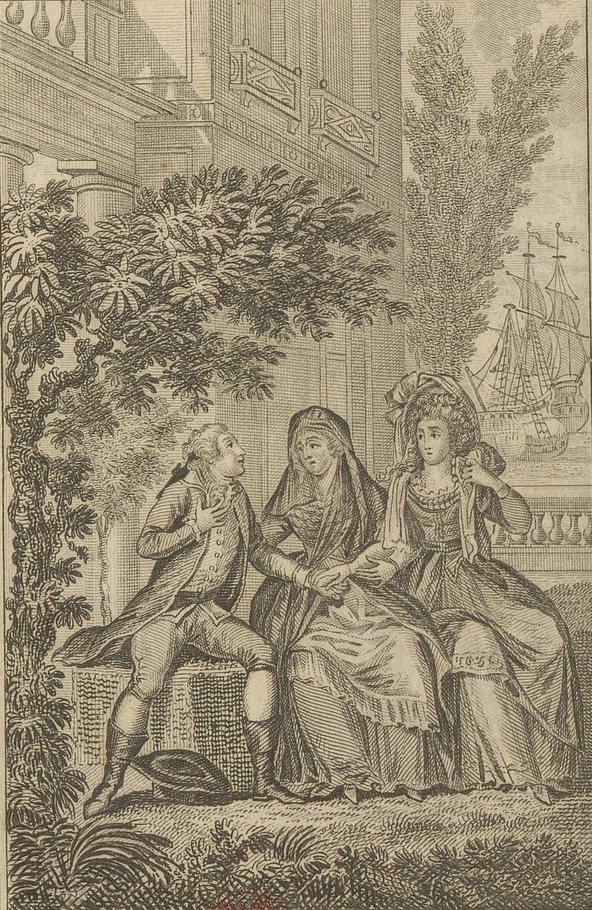
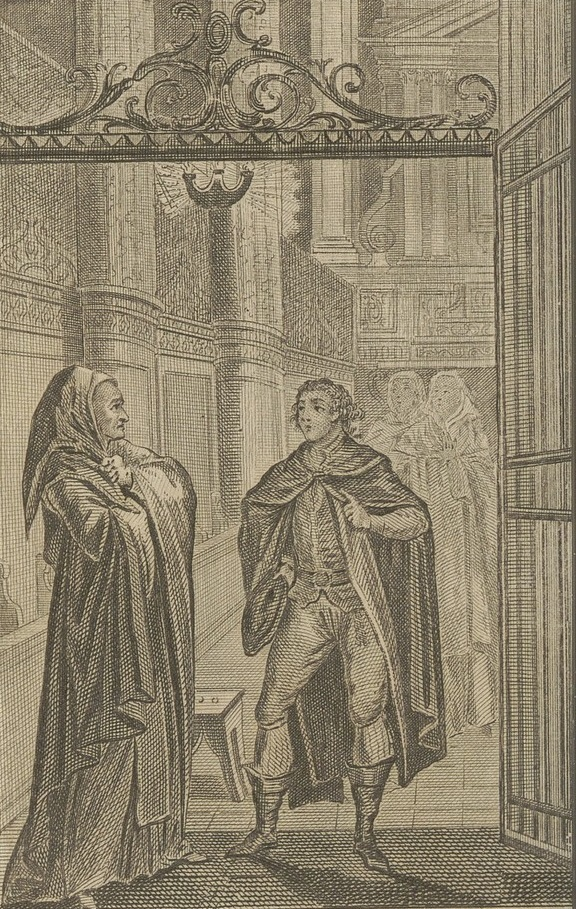
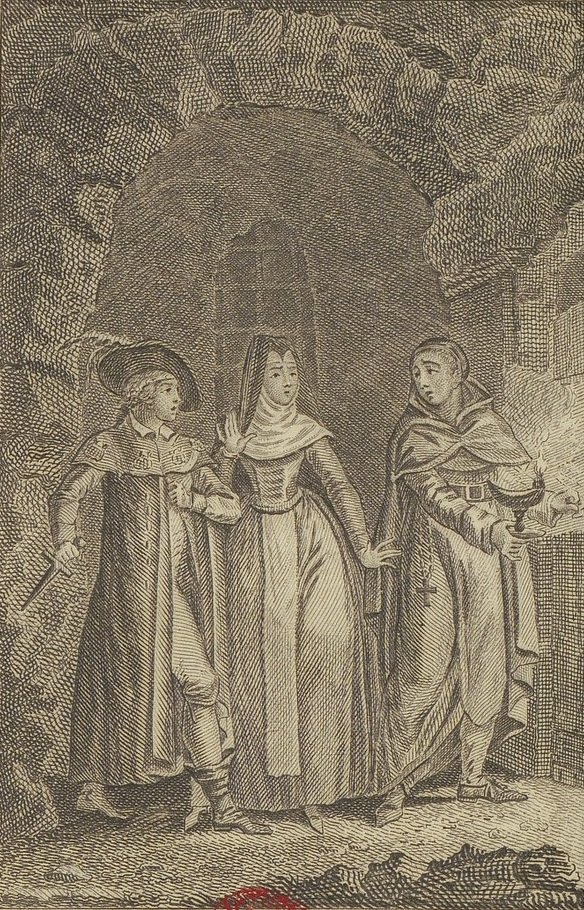
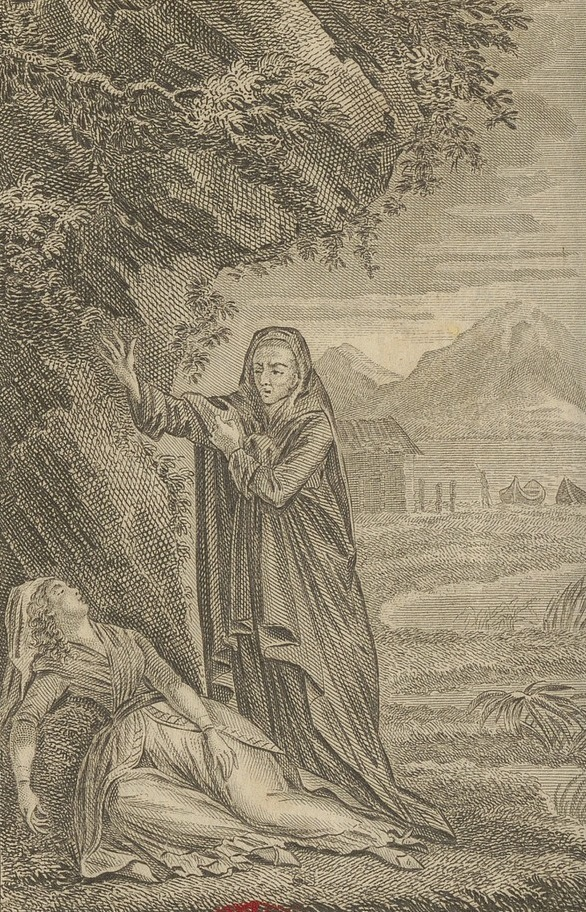
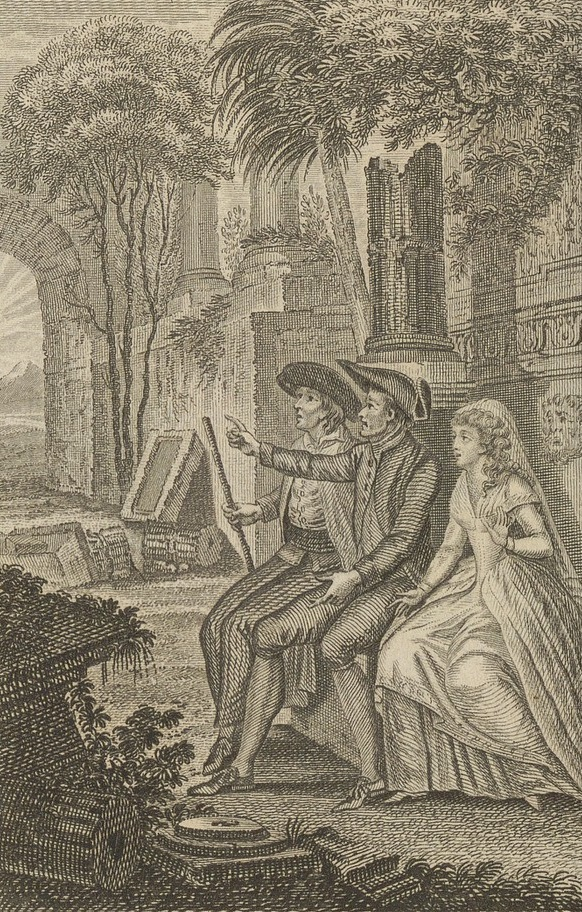
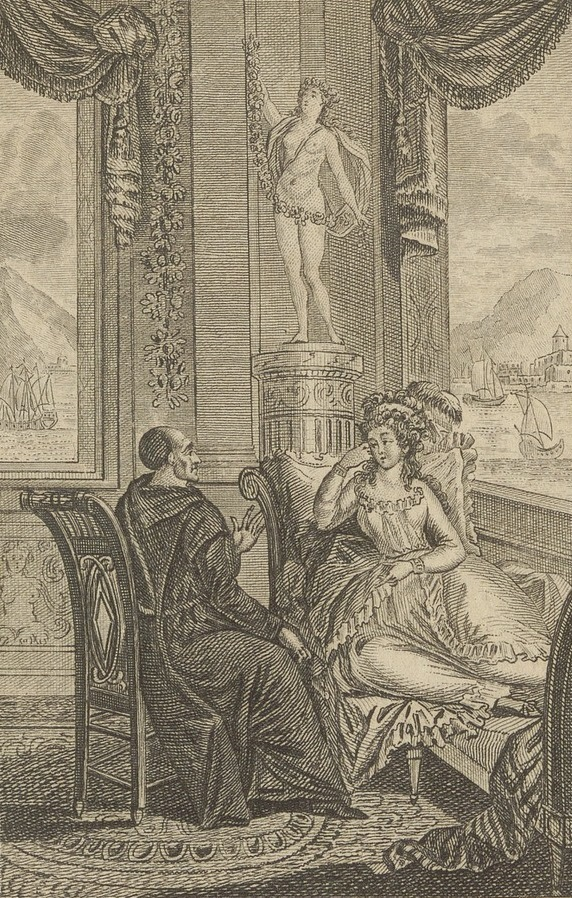
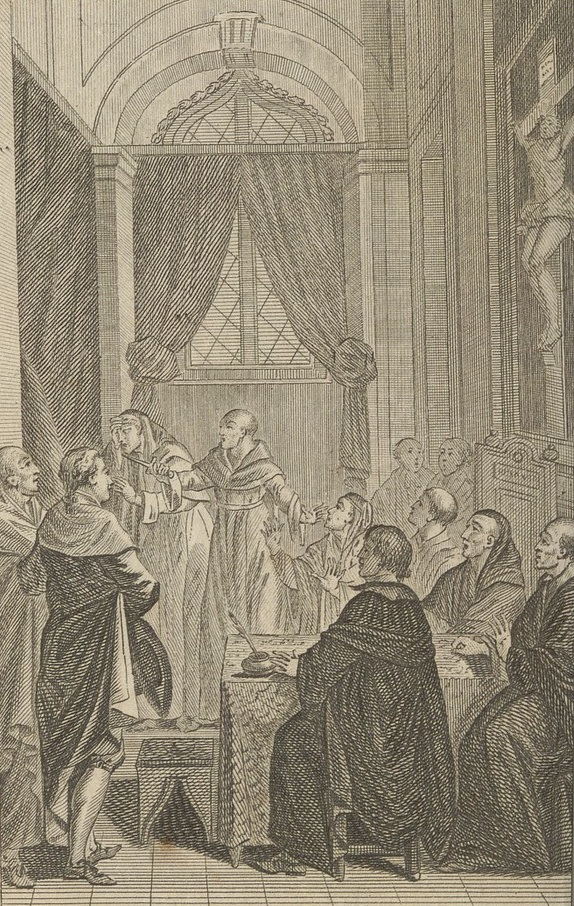

## Source
- (en) Cet article est partiellement ou en totalité issu de l’article de Wikipédia en anglais intitulé « The Italian (novel) » (voir la liste des auteurs).